# Hipparchia semele
Hipparchia semele (pardo rubia, sátiro común) es una especie de insectos lepidópteros pertenecientes a la familia Nymphalidae. Fue descubierta por Linnaeus, quien la describió en 1758.

## Distribución
Amplia distribución en toda Europa, desde Portugal a Fenoscandia, incluidas islas bálticas, de Francia a Bulgaria, sur de Inglaterra e Irlanda, Italia, ausente en Albania, Macedonia del Norte, e islas mediterráneas, a excepción de la parte norte de Sicilia. Es una especie presente en territorio español. Es de distribución incierta al este de Europa por confusión con taxones afines.

## Periodo de vuelo
Univoltino de junio a septiembre según localización.

## Hábitat
Es diverso: brezales, zonas de arbusto y hierba, bosques abiertos, incluso dunas.

## Biología
Plantes nutricias: Festuca ovina, Festuca elegans, Koeleria pyramidata, Alpagrostis setacea, Bromus erectus, Vulpia myuros, Aira praecox, Eymus repens, Briza media, Lolium perenne, entre otras. 

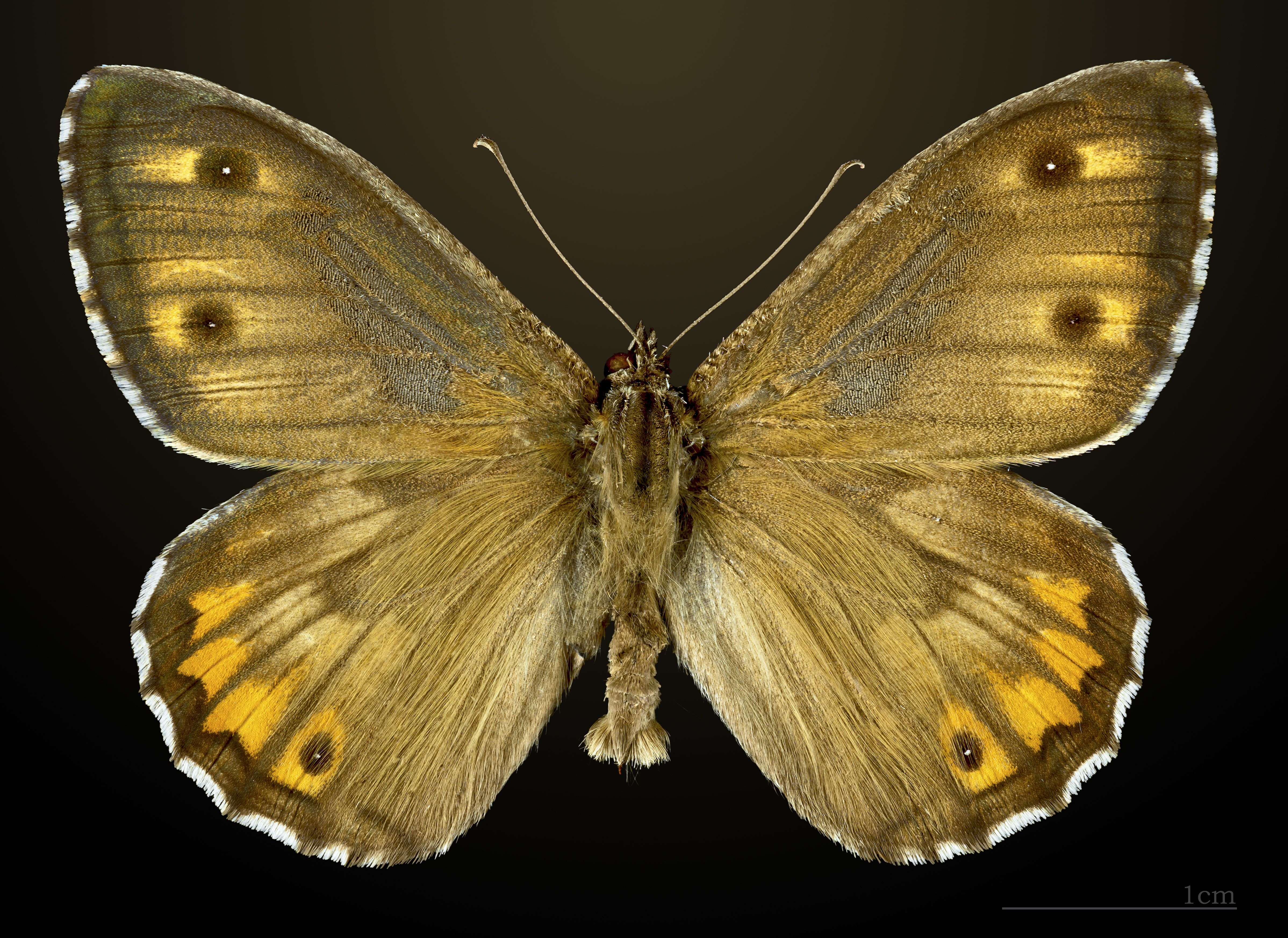
♂
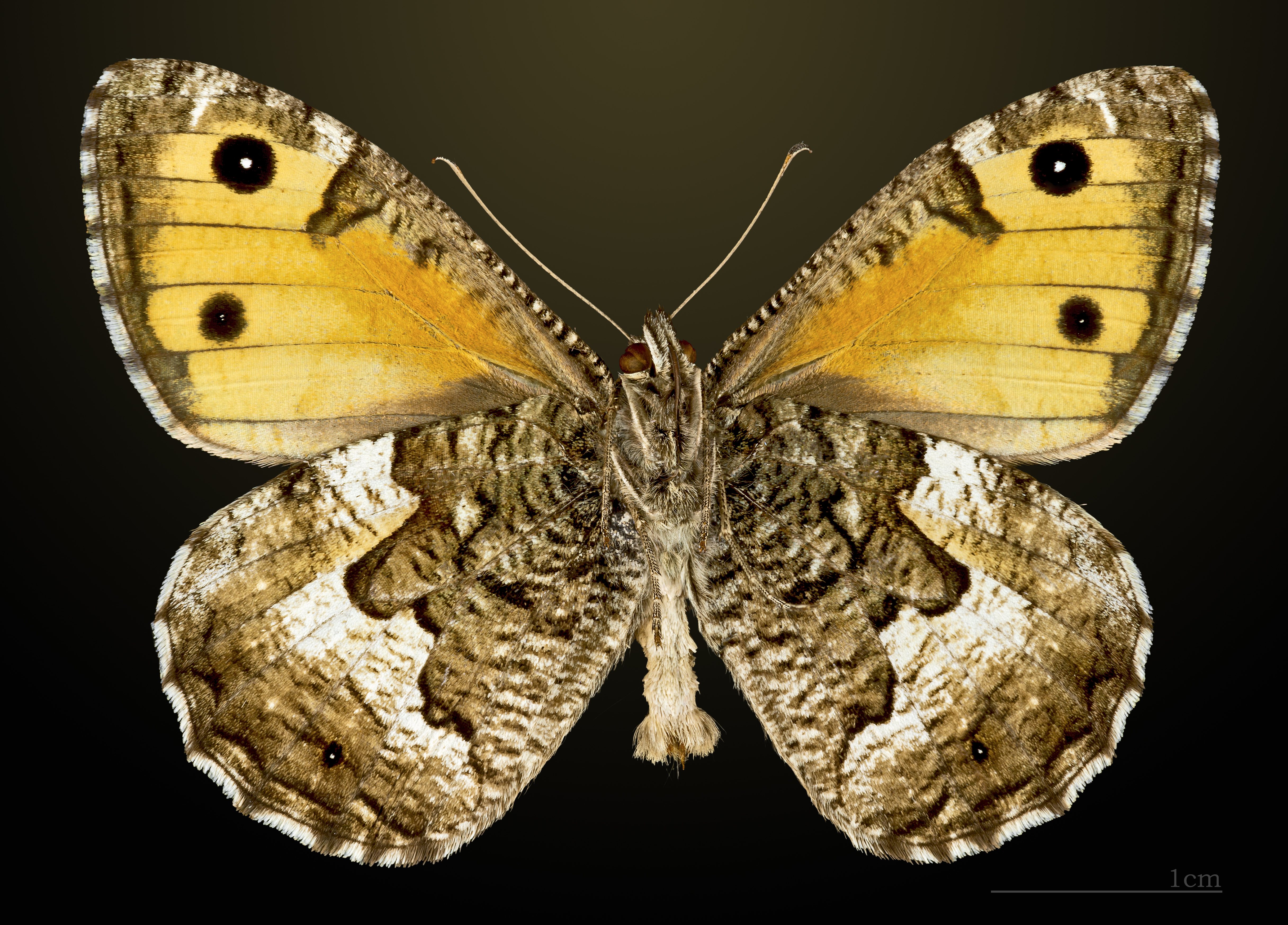
♂ △
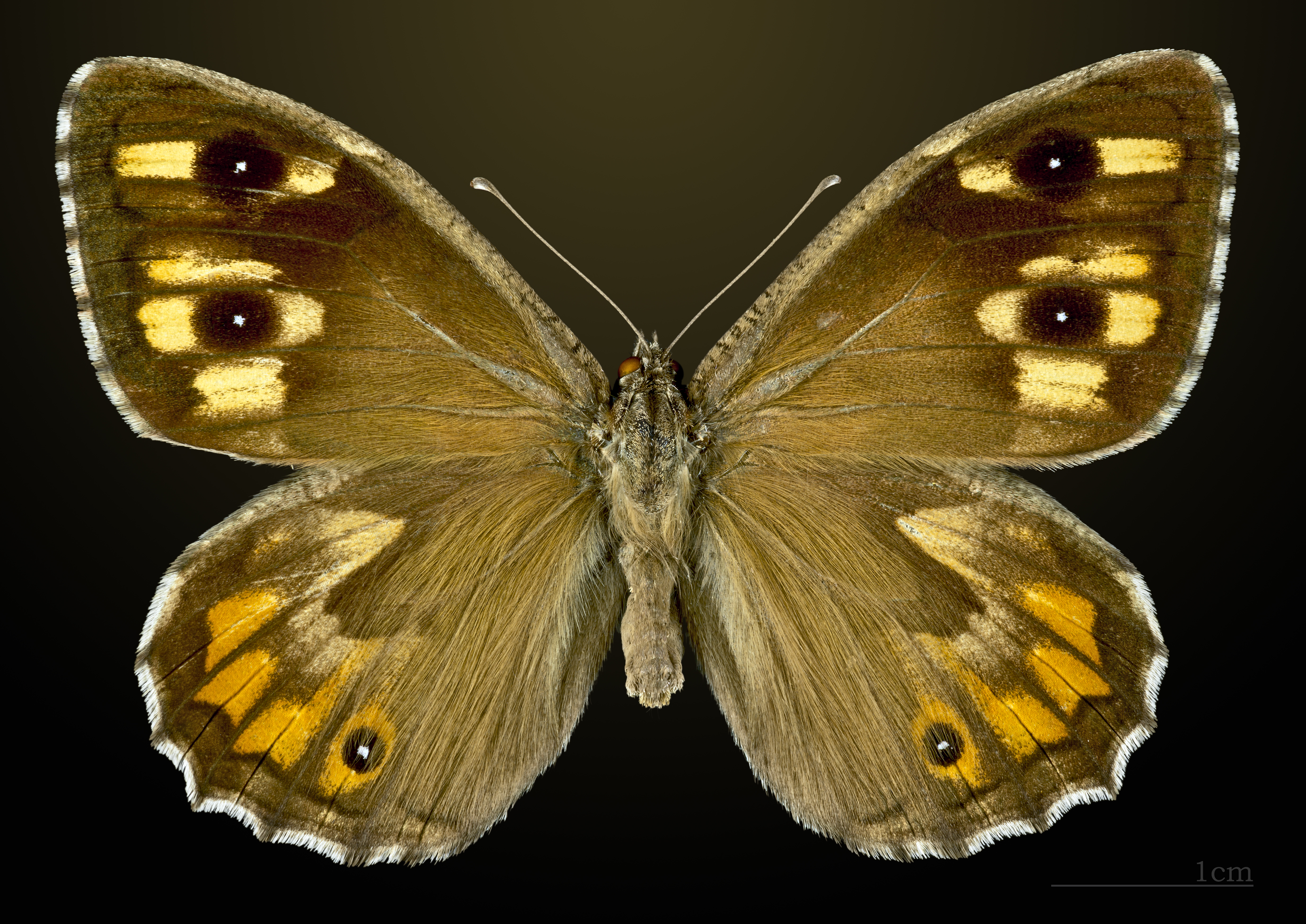
♀
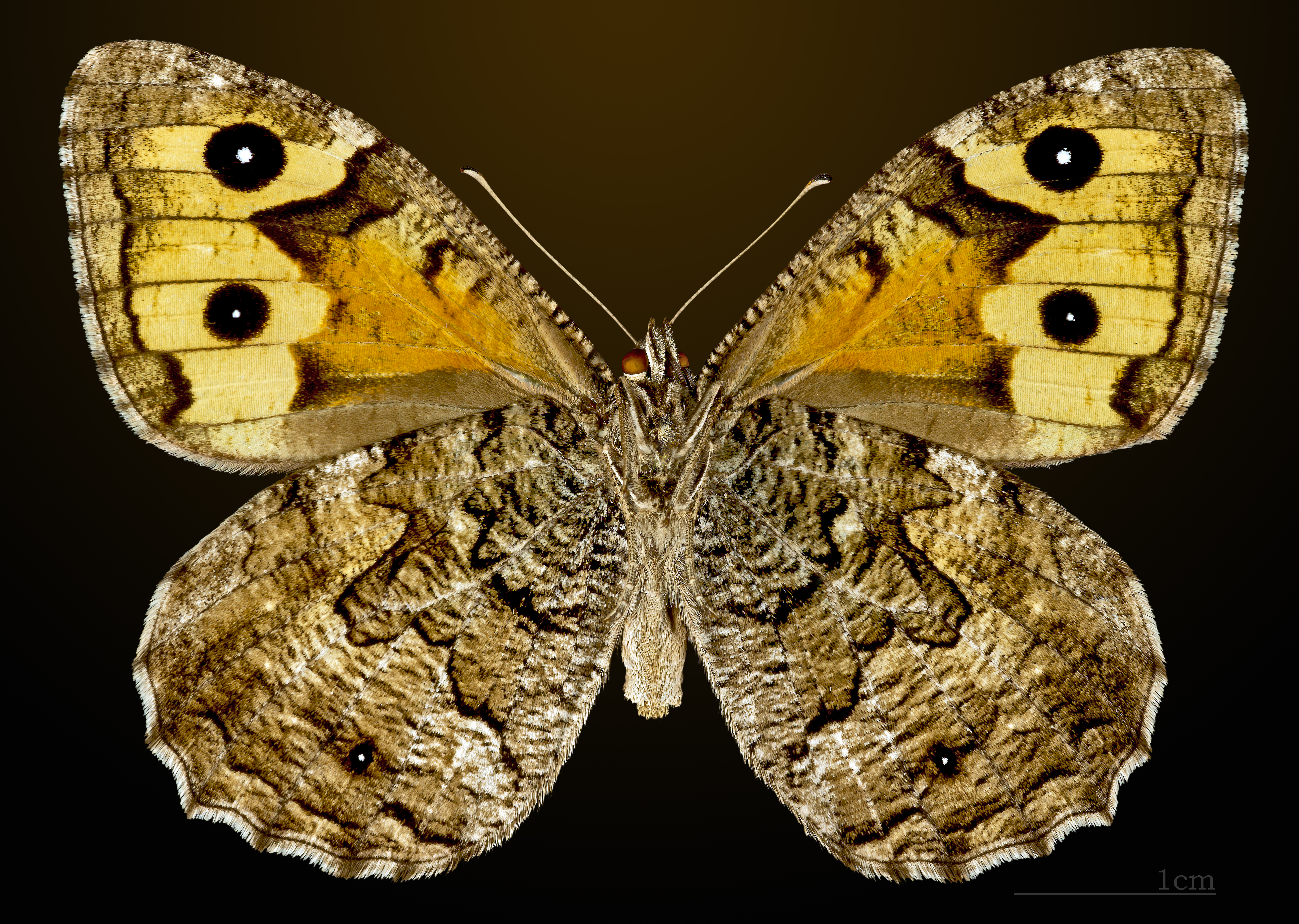
♀ △